# Clement Vavasor Durell
Clement Vavasor Durell, né le 6 juin 1882 à Fulbourn, Cambridgeshire, mort le 10 décembre 1968 en Afrique du Sud, est un instituteur britannique auteurs de manuels mathématiques.

## Jeunesse
Fils de John Vavasor Durell (1837–1923), recteur de Fulbourn dans le Cambridgeshire, et de son épouse Ellen Annie Carlyon, Durell a quatre frères cadets. Il suit les cours de la Felsted School (en) et du Clare College à Cambridge (1900-1904), où il acquiert une première classe dans la deuxième partie des tripos de mathématiques et est le 7e wrangler.

## Carrière
- Maître assistant à la Gresham's School, 1904-1905
- Maître assistant au Winchester College, 1910
- Lieutenant dans la Royal Garrison Artillery (en) durant la Première Guerre mondiale
- Citation militaire britannique
- Housemaster de Chernocke House, Winchester College, 1920-1927

En 1900, il rejoint la Mathematical Association (en) et dans les années 1900 publie des articles sur l'enseignement dans le journal de l'association, The Mathematical Gazette. Après la Première Guerre mondiale, il trouve une deuxième carrière et des revenus substantiels dans la rédaction de manuels.
Après avoir passé l'essentiel de sa carrière à enseigner et à rédiger des ouvrages sur les mathématiques à Winchester, Durell se retire à East Preston dans le Sussex, passe l'hiver à Madère et en Afrique du Sud où il meurt en 1968.
Sa succession au décès s'élève à 200 098 £, ce qui dans les années 1960 était une somme énorme à amasser comme maître d'école pour le fils d'un pasteur.

## Manuels
Les manuels scolaires de Durell rencontrent un énorme succès à partir des années 1920 et en 1935, son éditeur, G. Bell & Sons, prétend :
« Il peut effectivement y avoir quelques écoles secondaires dans le monde anglo-saxon dans lesquelles certains au moins des livres de M. Durell ne sont pas actuellement employés dans l'enseignement des mathématiques. »
Il collabore à des ouvrages avec des maîtres d'autres écoles tels que R. M. Wright d'Eton, A. W. Siddons de Harrow, C. O. Tuckey de Charterhouse, Alan Robson de Marlborough et G. W. Palmer du Christ's Hospital.
Les livres de Durell couvrent tous les domaines de l'enseignement des mathématiques dont l'algèbre, le calcul, la mécanique, la géométrie et la trigonométrie :
- Elementary Problem Papers (Arnold, London, 1906)
- Readable Relativity (G. Bell & Sons, 1926)
- The Teaching of Elementary Algebra (G. Bell & Sons, 1931)
- General Arithmetic (G. Bell & Sons, 1936)
- Elementary Geometry (G. Bell & Sons, 1948) première édition en 1925

## Source de la traduction
- (en) Cet article est partiellement ou en totalité issu de l’article de Wikipédia en anglais intitulé « C. V. Durell » (voir la liste des auteurs).